# Confessions (album)
Pour les articles homonymes, voir Confession (homonymie).
Albums de Usher
8701
(2001) Here I Stand
(2008)
Confessions est le quatrième album studio du chanteur Usher.
Il est sorti le 22 mars 2004 en France et en Europe (BMG) et le lendemain aux États-Unis (LaFace Records).
Cet album est marqué par le hit dancefloor Yeah! produit par Lil' Jon et les ballades Burn et Confessions Part. II toutes deux produites par Jermaine Dupri.
Une réédition de l'album avec cinq titres supplémentaires, sortie en octobre 2004, accouchera d'un nouveau single intitulé My Boo en duo avec Alicia Keys.
Confessions s'est vendu à 20 millions d'exemplaires dans le monde depuis sa sortie.

## Liste des chansons
1. Intro
2. Yeah! (avec Lil' Jon et Ludacris)
3. Throwback (avec Jadakiss)
4. Confessions (Interlude)
5. Confessions Part. II
6. Burn
7. Caught Up
8. Superstar (Interlude)
9. Superstar
10. Truth Hurts
11. Simple Things
12. Bad Girl
13. That's What It's Made For
14. Can U Handle It
15. Do It To Me
16. Take Your Hand
17. Follow Me

### Réédition
- 18. My Boo (en duo avec Alicia Keys)
- 19. Red Light
- 20. Seduction
- 21. Confessions Part. II (Remix) (avec Shyne, Twista et Kanye West)

À noter que l'interlude n°4 Confessions devient une chanson à part entière dans la réédition.

## Certifications
| Pays                    | Certification | Unités certifiées |
| ----------------------- | ------------- | ----------------- |
| Allemagne (BVMI)        | Or            | 100 000           |
| Australie (ARIA)        | 5 × Platine   | 350 000           |
| Canada (Music Canada)   | 6 × Platine   | 600 000           |
| Danemark (IFPI)         | 2 × Platine   | 40 000            |
| États-Unis (RIAA)       | Diamant       | 10 000 000        |
| France (SNEP)           | Or            | 100 000           |
| Nouvelle-Zélande (RMNZ) | 2 × Platine   | 30 000            |
| Pays-Bas (NVPI)         | Or            | 40 000            |
| Royaume-Uni (BPI)       | 5 × Platine   | 1 500 000         |
| Suisse (IFPI)           | Platine       | 40 000            |